# 天狗倶楽部

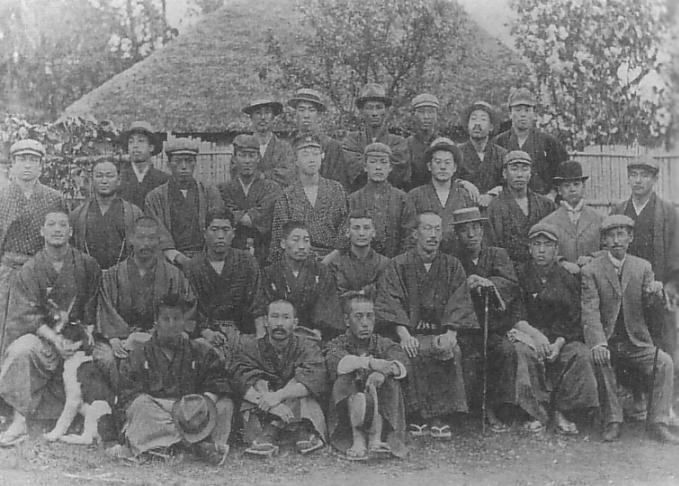
天狗倶楽部（2列目右端が押川春浪）

天狗倶楽部（てんぐくらぶ）は、戦前の明治・大正期から昭和初期まで日本に存在していたスポーツ愛好社交団体。黎明期のアマチュアスポーツ、特に野球と相撲の振興に努め、後に野球殿堂入りする人物が5人輩出している他、日本初の学生相撲大会を開催するなどしていた。中心人物は冒険小説家の押川春浪。

## 沿革
1909年（明治42年）ごろ、大の野球好きであった冒険小説家の押川春浪を中心に
- 中沢臨川（文芸評論家）
- 水谷竹紫（劇作家、演出家）
- 弓館小鰐（新聞記者、随筆家）
- 吉岡信敬（早稲田大学応援団初代団長）
- 鷲沢与四二（新聞記者）
- 太田茂（別名義に太田四州、太田志蹴。ジャーナリスト）
- 平塚断水（新聞記者）
- 押川清（春浪の弟。早稲田大学野球部三代目主将）
- 飛田穂洲（早大野球部五代目主将）
- 三神吾朗（早大野球部）
- 西尾守一（早大野球部）
- 野々村納（早大野球部）
- 伊勢田剛（早大野球部）

などのメンバーが集まり、野球の試合が行われたのが倶楽部の始まりである。なおこの時、試合に参加はしていないものの、作家の柳川春葉と岩野泡鳴が観戦に訪れている。当初は特に集団としての名前もなく「文士チーム」などと呼ばれていたが、羽田球場で早大野球部と米艦クリーブランド（C-19 Cleveland）乗員チームとの試合が行われた際、前座としてやまと新聞チームと試合を行い、この試合の様子を報じた萬朝報が「天狗チーム」と呼んだことから「天狗倶楽部」となった。以後、メンバーは増えていき、最大時には約100人のメンバーを抱えていた（ただし、入退会に特に手続きはなく、また会員名簿もなかったため、メンバーと非メンバーに明確な境があったわけではない）。また、メンバーの呼び方は必ず苗字の後に『○○天狗』である。
活動内容は、野球を中心に相撲、テニス、柔道、陸上競技、ボート競技など多岐にわたり、参加メンバーの中には、それぞれのジャンルで後に名を成す人間も多い。また、スポーツ活動の内容は、活動後の宴会の様子なども含めて雑誌や新聞の記事として面白おかしく書かれることも多く、それらの読者から大きな支持を受けていた。
大正時代以降、押川春浪をはじめ中沢臨川や柳川春葉など主要メンバーが相次いで他界し、次第に活動が下火になっていく。それでも、1936年（昭和11年）に物故会員の追悼会を大阪で開催したり、1943年（昭和18年）には押川春浪の三十回忌墓参会を日本文学報国会と共催で行うなど、存在の痕跡は太平洋戦争末期まで見られる。

## 主な活動

### 野球

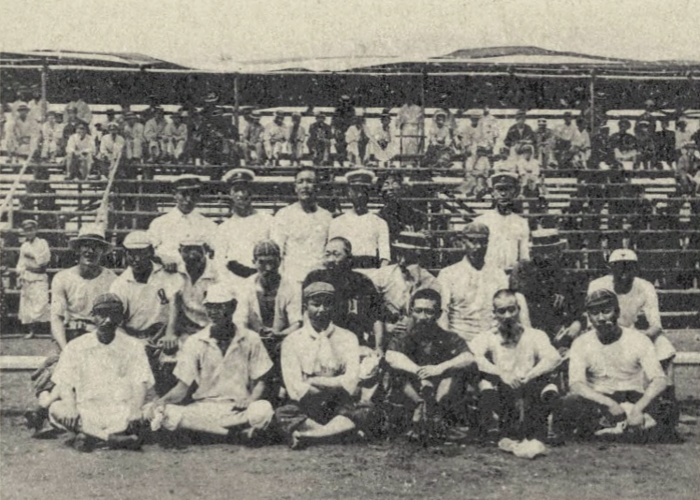
天狗倶楽部の面々（羽田球場）

春浪が大の野球好きであり、早稲田大学野球部の関係者が多くメンバーに入っていたこともあって、野球は天狗倶楽部で最も親しまれたスポーツだった。一日に3-4試合を行うことも珍しくなく、結成からの3か月の間だけでも25試合を行っていた。
メンバーの中でも特に、プロ野球の創生に大きく関わった押川清と河野安通志、「学生野球の父」と呼ばれた飛田穂洲、社会人野球に大きく貢献した橋戸頑鉄、スポーツ評論の草分けである太田茂の5人は日本野球の歴史に大きく関わっており、野球殿堂入りしている。この他にも、郷里の岩手で野球振興に努め「岩手野球の父」と呼ばれた獅子内謹一郎、後楽園イーグルスの監督を務めた山脇正治、第一回早慶戦時の一番打者であり、後に宮内省野球班を組織する泉谷祐勝、アメリカのプロ野球チーム「オール・ネイションズ」に入団し、日本人初のプロ野球選手となった三神吾朗などが居た。
また、東京朝日新聞が野球害毒論キャンペーンを張った時には、春浪を筆頭にメンバーは反対論陣の中心となっている。その他、全国中等学校優勝野球大会（現・全国高等学校野球選手権大会）が開催された際には地方予選大会に協力した。

### 相撲

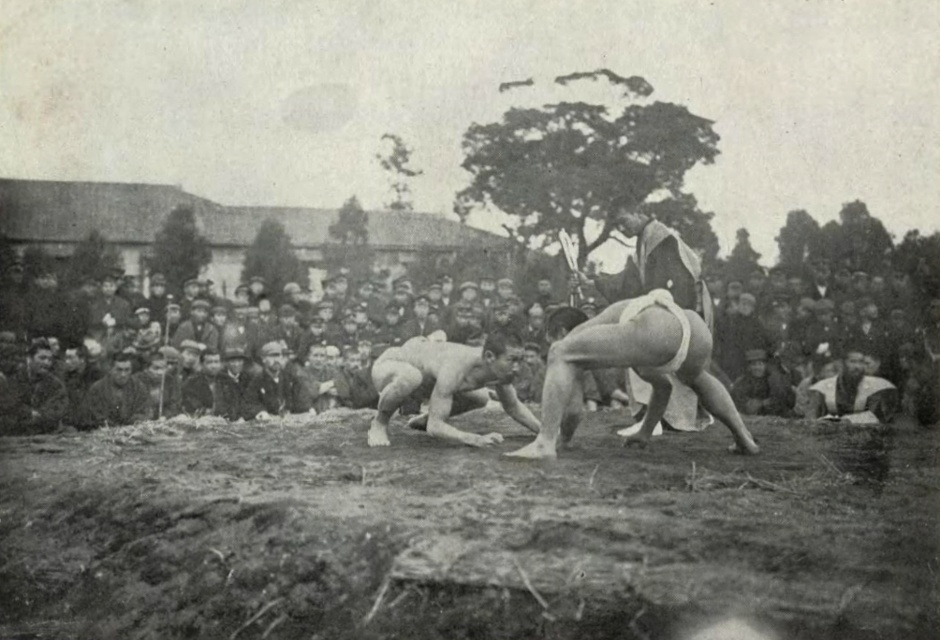
一高対天狗倶楽部の素人相撲

前述の通り、天狗倶楽部で最も盛んだったのは野球であったが、次いで盛んなのは相撲であった。1909年（明治42年）8月3日、相撲好きで知られた小説家・江見水蔭率いる「江見部屋」と天狗倶楽部との対抗試合が行われたが、これがアマチュア相撲・学生相撲の始まりである。翌年には、天狗倶楽部へ東京高等師範学校（現・筑波大学）からの挑戦状が来たことをきっかけに、国技館で中学22校、大学15校、天狗倶楽部、江見部屋などを集めた「国技館学生角力大会」が開催されており、以後毎年、「武侠世界」との共催で学生相撲大会が行われるようになる。この時大会運営の中心人物だったのが大村一蔵（後に帝国石油副総裁、日本地質学会会長などを歴任）であった。
また、1914年（大正3年）には関取の玉椿憲太郎（最高位は関脇）も倶楽部に参加している。

### テニス
当時、東京の田端に「ポプラ倶楽部」という芸術家の社交クラブが存在していたが、ここはテニスがその活動のメインであった。そして、ポプラ倶楽部の中心人物である小杉未醒（画家）、針重敬喜（編集者、新聞記者）は天狗倶楽部メンバーでもあったことから両倶楽部の交流は深く、天狗倶楽部でもテニスをしばしば行っている。この分野で特に大きな働きをしたのは針重で、後に日本庭球協会理事を務めるなどしている。また、弓館小鰐は日本最古のテニストーナメントである「東京オールドボーイズ庭球大会」（現在の毎日テニス選手権（毎トー））の開催を実現させている。
この他に、早稲田庭球部OBで、第3回極東選手権競技大会で優勝するなどし、早稲田大学の「三神記念コート」にその名を残す三神八四郎（吾朗の兄）もメンバーであった。

### 柔道
押川清など講道館の段位を持っている人間は何人か居たが、倶楽部として何かをなしたという実績はあまりない。しかし、前田光世（コンデ・コマ）、佐竹信四郎と、世界中を武者修行してまわった柔道家二人がメンバーであったことは特筆される。

### 陸上
ストックホルムオリンピックの代表選手予選が羽田運動場で行われた際には、マラソンコースの距離測定を中沢臨川が行うなど協力した。さらに、もともと審判を務めるつもりであった三島彌彦が飛び入りで参加したところ、100メートル、400メートル、800メートル走で優勝し、代表選手に選ばれる。またこの時、代表選手にこそ選ばれなかったが、立幅跳びで泉谷祐勝が優勝している。

### ボート
ボート界に名を残すメンバーは特にいないものの、早稲田大学漕艇部などと試合を行っていた記録がある。

## 「天狗倶楽部」エール
テング、テング、テンテング、テテンノグー。
奮え、奮え、天狗！

## 主なメンバー
- 押川春浪
- 中沢臨川
- 押川清
- 河野安通志
- 橋戸頑鉄
- 飛田穂洲
- 獅子内謹一郎
- 柳川春葉
- 吉岡信敬
- 弓館小鰐
- 三神吾朗
- 山脇正治
- 水谷竹紫
- 針重敬喜
- 小杉未醒
- 平塚断水
- 西尾守一
- 野々村納
- 伊勢田剛
- 鷲沢与四二
- 太田茂
- 三神八四郎
- 前田光世
- 佐竹信四郎
- 泉谷祐勝
- 柳川春葉
- 三島彌彦
- 玉椿憲太郎
- 河岡潮風（作家）
- 三矢新太郎（魚屋）
- 阿武天風（小説家）
- 児玉花外（詩人）
- 満谷国四郎（画家）
- 倉田白羊（画家）
- 木下東作（日本女子スポーツ連盟会長）
- 多梅稚（作曲家）
- 尾崎行雄（政治家）
- 尾崎行輝（飛行機研究家、パイロット。後に参議院議員。行雄の息子）
- 田村江東（別名義に田村三治。ジャーナリスト）
- 木村鈴四郎（陸軍中尉。日本航空史上初の事故死者）
- 徳田金一（陸軍中尉。木村と同時に事故死）
- 長屋正志（岐阜県揖斐郡富秋村村長。早大野球部）
- 高杉滝蔵（早大教授。庭球部部長など）
- 森本繁雄（早大野球部）
- 半田義麿（柔道家）
- 柳沼沢介（編集者。東京社（現ハースト婦人画報社）社長）
- 福永光蔵（早大野球部）
- 山口武（早大野球部）
- 大村隆行（早大野球部）
- 八幡恭助（早大野球部）
- 赤堀秀雄（奈良新聞主筆）
- 中村秋三郎（弁護士。谷中村の「土地補償金額裁決不服訴訟」で主任弁護士を務めた）
- 松田捨吉（早大野球部）
- 小川重吉（早大野球部）
- 茨木猪之吉（画家）
- 平岡寅之助（日本製樽社長）
- 大谷光明（浄土真宗本願寺派僧侶、ゴルファー。日本アマチュアゴルフ選手権競技優勝）
- 佐々木勝麿（泉谷祐勝の実弟。慶應野球部主将）
- 大河内正倫（子爵）
- 内垣実衛（満州吉長鉄道支配人）